# Muara Baru (Lawe Alas)
Muara Baru is een bestuurslaag in het regentschap Aceh Tenggara van de provincie Atjeh, Indonesië. Muara Baru telt 425 inwoners (volkstelling 2010).